# Rivière Big (Labrador)
Pour les articles homonymes, voir Big River.
La rivière Big (anglais : Big River) (Grosse rivière) est un fleuve de plus de 135 km de long situé au nord-est de la péninsule du Québec-Labrador, au Labrador dans la province canadienne de Terre-Neuve-et-Labrador.

## Toponymie
Le nom Big a été donné à la rivière par la province de Terre-Neuve en 1954.

## Description
La rivière Big est une importante rivière de la partie centrale du Labrador traversant le plateau peu accidenté situé au nord du lac Melville.
La source la plus lointaine se trouve dans des tourbières à environ 390 mètres d'altitude
(54° 17′ 45″ N, 60° 23′ 51″ O). Le ruisseau puis la petite rivière grossie de plusieurs affluents traverse une zone de tourbières puis plusieurs lacs avant de rejoindre l'extrémité sud-ouest du vaste lac Michinappi à 280 mètres après un peu plus de 42 km (54° 30′ 38″ N, 59° 59′ 40″ O).
L'abondant émissaire sort du lac au nord-est par des rapides et une cascade (54° 32′ 20″ N, 59° 37′ 20″ O), s'écoule sur près de 7 km avant de se jeter par une embouchure dans le vaste lac Little Michinappi situé à environ 250 mètres d'altitude.
La Rivière Big proprement dite débute comme émissaire du lac Little Michinappi (anciennement lac White Bear) sur sa rive est. Le lac fait partie d'un système lacustre plus vaste qui comprend le lac Michinappi à l'ouest, le lac White Bear au nord-ouest et plusieurs autres lacs sans nom. La rivière Big coule dans une direction principalement nord-nord-est sur 45 km avant de tourner vers l'est sur ses 13 km inférieurs.
Un kilomètre en aval du lac Little Michinappi, la rivière Standsford rejoint la rivière Big en rive droite. L'abondante rivière Standsford, quasiment équivalente, sort d'un vaste lac sans nom (54° 26′ 53″ N, 59° 09′ 52″ O) à environ 315 mètres d'altitude draine le plateau lacustre au sud-est dans une zone où se trouve de longs eskers. La réunion des deux rivières engendre un large cours d'eau renforcé 1,5 km en aval par une abondante rivière sans nom en rive droite (54° 32′ 46″ N, 59° 23′ 47″ O).
Après environ 15 km de cours large parfois de plus de 100 mètres entrecoupé plusieurs rapides, la rivière Big s'engage à environ 190 mètres d'altitude dans des gorges avec de nombreux rapides (54° 38′ 55″ N, 59° 16′ 43″ O) et des cascades sur plus de 4 km pour parvenir à environ 80 mètres d’altitude.
La rivière retrouve en aval un cours plus large entrecoupé de quelques rapides sur environ 18 km en recevant plusieurs modeste affluents dont en rive gauche la rivière Micmac 
(54° 39′ 02″ N, 59° 17′ 16″ O) puis le ruisseau Otter Lake
(54° 42′ 05″ N, 59° 17′ 28″ O).
La rivière atteint ensuite sa partie terminale longue d'environ 15 km s'élargissant progressivement pour se jeter à l'est dans la Mer du Labrador par un large estuaire à  environ 5 km au sud du ruisseau Adlavik et de la baie Adlavik, à 30 km au sud-sud-est de la municipalité de Makkovik.

## Cascades
Le cours de la rivière Big est entrecoupé par de nombreux rapides et plusieurs cascades.
Les chutes aux km 38,6 (54° 40′ 27″ N, 59° 17′ 47″ O) et 43,5 (54° 37′ 34″ N, 59° 16′ 43″ O) sont considérées comme des barrières partielles aux poissons migrateurs.

## Hydrologie
La rivière Big draine un bassin versant de 2 849 km2 avec 17 affluents significatifs. Le débit moyen de la rivière n'a pas été mesuré. Les débits mensuels les plus élevés se produisent généralement pendant la fonte des neiges en juin.

## Faune piscicole
Les espèces de poissons suivantes sont présentes dans le système fluvial : meunier rouge, omble de fontaine (forme anadrome et non anadrome), meunier noir et saumon atlantique (forme anadrome et forme d'eau douce non anadrome ouananiche).
Le saumon et la truite commencent généralement leur voyage dans la rivière au début de juillet et continuent en grand nombre jusqu'à la fin d'août ou au début de septembre. L'omble chevalier n'entre pas dans le fleuve avant la mi-août.

## Flore
À l'exception des terres nues du cours supérieur, le bassin versant de la rivière Big est densément boisé d'épinettes noires. Le sommet des collines rocheuses sont nues avec un climat subarctique engendré par le courant du Labrador.

## Activités humaines
L'embouchure de la rivière Big est située à environ 180 km au nord-est de Happy Valley-Goose Bay, dans une région sauvage vraiment éloignée du Labrador, accessible uniquement par hydravion ou hélicoptère.
Un campement de pêche est situé aux premiers rapides de la rivière, à environ 15 km de l'embouchure (54° 48′ 35″ N, 59° 09′ 01″ O).
Le camp de pêche originel de Big River a été établi pour la première fois en 1967,.
Il n'y a pas d'habitants permanents dans la zone du bassin versant bien que les résidents de Makkovik visitent l'embouchure de la rivière pour chasser les phoques.
Un gisement d'uranium fut découvert à proximité d'un petit affluent sur le cours supérieur de la rivière
(54° 35′ 03″ N, 59° 57′ 54″ O), connu sous le nom de gisement Michelin.